# Minna Bluff
Minna Bluff é um promontório rochoso no extremo leste da península que se projecta para o interior da plataforma de gelo Ross, na Antártida (78° 30′ S, 169° 00′ L). Forma um longo braço, estreito, que culmina num "gancho" chamado Minna Hook.